# 28 Ursae Majoris
28 Ursae Majoris är en gulvit stjärna i huvudserien i stjärnbilden Stora björnen. Stjärnan har visuell magnitud +6,52 och är inte synlig för blotta ögat vid normal seeing.